# Tales from the Crypt (filme)
Tales from the Crypt (em português: Contos do além) é uma produção cinematográfica de terror inglesa, de 1972, dirigida por Freddie Francis e estrelada por Peter Cushing.

## Sinopse
Drama de terror produzido pela especialista Amicus baseada em cinco histórias em quadrinhos publicadas na revista Tales from the crypt e The vault of horror, editadas nos anos 1950 pelos criadores de Mad Magazine, e escritas por Johnny Craig, Al Feldstein e  William M. Gaines. Por sua crueldade e irreverência foram proibidas posteriormente na Inglaterra. Como outras coletâneas da Amicus dirigidas pelo mesmo Francis, Dr. Terror's House of Horrors (1964) e Torture Garden (1967), um personagem, no caso o guardião da cripta (Ralph Richardson 1902-1983), anuncia a um grupo de pessoas um futuro ameaçador. A punição do além atinge os cinco prisioneiros das catacumbas. Na primeira história, And all throught the house, Joanne Clayton (Collins) assassina o marido na noite de natal e é ameaçada por um louco homicida vestido de Papai Noel. Em Reflection of death, Carl Maitland (Hendry) abandona a família para fugir com a amante, mas sofre terrível acidente de carro. Em Poetic justice, o bondoso velhinho Arthur Grimsdyke (Cushing) suicida-se vítima das calúnias do vizinho milionário James Elliott (Phillips), mas depois se vinga desse homem sem coração. Em Wish you were here, o inescrupuloso Ralph Jason (Greene) e sua mulher Enid (Murray) deparam com uma estatueta chinesa que lhes concede a realização de três desejos, com resultados funestos. Em Blind alleys, os cegos de um asilo preparam macabra punição ao cruel administrador major William Rogers (Patrick).

## Elenco
- Ralph Richardson – Guardião da cripta
- Joan Collins – Joanne Clayton
- Peter Cushing – Arthur Edward Grimsdyke
- Roy Dotrice – Charles Gregory
- Richard Greene – Ralph Jason
- Ian Hendry – Carl Maitland
- Patrick Magee – George Carter
- Barbara Murray – Enid Jason
- Nigel Patrick – Major William Rogers
- Robin Phillips – James Elliot
- Geoffrey Bayldon – Guia
- David Markham – Edward Elliot
- Robert Hutton – Sr. Baker
- Angela Grant – Susan Blake
- Chloe Franks – Carol Clayton
- Martin Boddey – Richard Clayton
- Clifford Earl – Police Sergeant
- Harry Locke – Harry
- Oliver MacGreevy – Maníaco
- Robert Rietti – Anunciante de rádio